# Vlag van Stichtse Vecht

Vlag van de gemeente Stichtse Vecht

De vlag van Stichtse Vecht is op 17 december 2013 bij raadsbesluit vastgesteld als officiële gemeentelijke vlag van de Utrechtse gemeente Stichtse Vecht. De vlag kan als volgt worden beschreven:
De hoogte-lengteverhouding bedraagt 2:3; met een rode broeking, beladen met een allesoversnijdend wit kruis met horizontale armen met een breedte van 1/4 van de vlaghoogte en verticale armen met een breedte van 1/3 van de broeking; in de vlucht drie banen van geel en blauw met een hoogteverhouding van 3:2:3; de middelste baan gegolfd.
Het ontwerp en de kleuren zijn ontleend aan het wapen van Stichtse Vecht, het kruis is ontleend aan het wapen van het Sticht Utrecht en de golvende lijn stelt de Vecht voor. Het is een sprekend symbool voor de gemeente.

## Verwante symbolen

Wapen van Stichtse Vecht
Wapen van het Sticht Utrecht